# Dazhiping (köpinghuvudort i Kina, Hubei Sheng, lat 30,67, long 110,13)
Dazhiping (kinesiska: 大支坪, 大支坪镇) är en köpinghuvudort i Kina. Den ligger i provinsen Hubei, i den centrala delen av landet, omkring 400 kilometer väster om provinshuvudstaden Wuhan. Antalet invånare är 16 901. Befolkningen består av 8 419 kvinnor och 8 482 män. Barn under 15 år utgör 16,0 %, vuxna 15-64 år 70 %, och äldre över 65 år 12,0 %.
Runt Dazhiping är det ganska tätbefolkat, med 139 invånare per kvadratkilometer. Närmaste större samhälle är Yesanguan, 19,1 km öster om Dazhiping. I omgivningarna runt Dazhiping växer i huvudsak blandskog.
Genomsnittlig årsnederbörd är 1 561 millimeter. Den regnigaste månaden är september, med i genomsnitt 241 mm nederbörd, och den torraste är december, med 23 mm nederbörd.